# Carl Peter Ottonius
Carl Peter Ottonius, född 25 januari 1816 i Piteå socken, död 14 juni 1871 i Klara församling i Stockholm, var en svensk militär.
Carl Peter Ottonius föddes på gården Storstrand i Öjebyn och var son till assessor Jonas Wilhelm Ottonius och Margareta Catharina Pihlfeldt. Fadern var lanträntmästare i Norrbottens län, vars residensstad då var Piteå. Ottonius tjänstgjorde först vid Västerbottens fältjägarregemente men placerades 1841 i Norrbottens fältjägarkår, där han 1841 blev andre löjtnant, 1849 förste löjtnant och 1853 kapten. Därefter blev han major i armén. Han var chef för Kalix kompani 1857–1861 och för Piteå kompani 1862–1866, varefter han tog avsked. Ottonius deltog i över 25 år i arbetena vid Generalstabens litografiska inrättning. 
Ottonius blev riddare av Svärdsorden 1862. Han var gift med Amanda Charlotta Wretforss.